# Nexus 10
Nexus 10 — планшетный компьютер, разработанный совместно Google и Samsung Electronics, работающий под управлением операционной системы Android. Это второй планшет в серии Google Nexus, семействе потребительских устройств Android, продаваемых Google и созданных OEM-партнером. После успеха 7-дюймового Nexus 7, первого планшета Google Nexus, был выпущен Nexus 10 с 10,1-дюймовым дисплеем с разрешением 2560 × 1600 пикселей, который на момент выпуска был дисплеем планшета с самым высоким разрешением в мире. Nexus 10 был анонсирован 29 октября 2012 года и стал доступен 13 ноября 2012 года.
Устройство доступно в двух размерах хранилища: 16 ГБ за 399 долларов США и 32 ГБ за 499 долларов США. Наряду с мобильным телефоном Nexus 4, Nexus 10 выпустил Android 4.2 Jelly Bean, который предлагал несколько новых функций, таких как: панорамное сшивание фотографий на 360° под названием «Photo Sphere»; меню быстрых настроек; виджеты на экране блокировки; набор жестов; обновленная версия Google Now; и несколько учетных записей пользователей для планшетов.

Логотип Nexus 10

Google показал устройство 29 октября 2012 года и вызвал смешано-положительную реакцию. Из-за высокого спроса устройство было быстро распродано через Google Play Store. С момента выпуска устройство претерпело три основных обновления программного обеспечения и в настоящее время может быть обновлено до Android 5.1.1 Lollipop. Официальная поддержка программного обеспечения для версий Android после 5.1.1 не будет предлагаться; однако исправления безопасности будут предоставляться не менее чем через 3 года после выпуска устройства.

## Анонс
Устройство должно было быть анонсировано 29 октября 2012 года, но из-за урагана Сэнди мероприятие Google было отменено, а компания выпустила лишь пресс-релиз, назначив начало продаж на 13 ноября.

## История
Google планировал представить Nexus 10 вместе с Nexus 4 и Android 4.2 на конференции в Нью-Йорке 29 октября 2012 года, однако мероприятие было отменено из-за урагана «Сэнди».
Вместо этого об устройстве было объявлено в тот же день в официальном пресс-релизе в блоге Google, наряду с Nexus 4 и 32-гигабайтным Nexus 7 с поддержкой сотовой связи.
Nexus 10 стал доступен для продажи в США, Великобритании, Австралии, Франции, Германии, Испании и Канаде 13 ноября 2012 года. Япония должна была быть включена в запуск 13 ноября, но выпуск был отложен. Планшет стал доступен 5 февраля.
Nexus 10 неоднократно появлялся в магазинах Google Play по всему миру, в то время как версия на 32 ГБ чаще отсутствовала в наличии. Nexus 10 на 32 ГБ был распродан в течение нескольких часов после его выпуска в Google Play, в то время как версия на 16 ГБ все еще была доступна для продажи. Магазины Google Play в США и Канаде получили Nexus 10, и их быстро раскупили.

## Технические характеристики
Корпус планшета выполнен из пластика, то есть в нем отсутствует металл, также сзади имеется накладка с рифленой поверхностью, где располагаются камера, вспышка и второй микрофон. Причем эта накладка съемная, что позволяет крепить на его месте специальный чехол, который будет защищать дисплей устройства.
Кнопка блокировки экрана находится на верхнем торце, а рядом находится качелька регулирования громкости. На боковых торцах находятся разъем для наушников (3,5 мм) и разъем MicroHDMI.
Разрешение дисплея Nexus 10 : 2560х1600 точек, что делает его планшетом с самым высоким разрешением (300 ppi), выпущенным в 2012 году. Экран обладает PLS-матрицей, а сенсор может распознавать до 10 одновременных касаний.
Nexus 10 поставляется с операционной системой Android 4.2, однако предполагается, что этот планшет будет одним из первых, который получит обновление до новых версий в будущем. Особенностью ОС является то, что можно создавать несколько учетных записей (если планшет используется в семье), наличие фирменного сервиса Google Now, а также были доработаны другие функции (например улучшены уведомления, появление клавиатуры Swype, кнопки «Назад», «Домой», «Открытые приложения» расположились по центру).
В устройстве используется литиево-полимерная батарея емкостью 9000 мА/ч. На сайте производителя указано, что планшет может проработать в режиме прослушивания музыки до 90 часов, 9 часов в режиме видео или 7 часов веб-серфинга. Но скорее время работы зависит от нагрузки и интенсивности работы с ним.
Издание ixbt провело испытания автономности планшета Samsung Nexus 10 и iPad 4-го поколения.
| Режим                                                      | Nexus 10        | iPad 4-го поколения |
| Чтение (экран со средней яркостью, приложения не запущены) | около 8,5 часов | 10 часов            |
| Воспроизведение видео с YouTube                            | 4 часа 50 мин   | 5 часов 30 мин      |

Существует две модификации : Nexus 10 16/32 Гб, но отсутствует сотовый модуль.
Устройство имеет 2 камеры: тыловая (5 Мп с разрешением 2592×1936 точек, а также с возможностью записи Full HD видео с частотой 30 кадров в секунду, присутствует LED-вспышка) и фронтальная (1,9 Мп с возможностью записи видео 720p). Благодаря Android 4.2 , появилась возможность создавать панорамы 360 градусов и публиковать их в Google+ или в Google Maps, таким образом создавая свою версию Street View.

## Продажи
29 октября Google заявила в своем пресс-релизе о том, что смартфон Nexus 4, Nexus 7 с сотовым модулем и Nexus 10 поступят в продажу 13 ноября. И в этот день в Google Play Devices открылись заказы на эти устройства. Но из-за того, что раздел с устройствами в Google Play доступен только нескольким странам (США, Великобритания, Канада, Австралия, Франция, Германия, Испания), дата продажи в других странах (в частности России) неизвестна.
Но покупатели жалуются, что эти устройства долго отсутствуют в магазине или задерживаются поставки (особенно обострилась ситуация в Великобритании) из-за огромного спроса. Так Nexus 10 был раскуплен почти мгновенно и отсутствовал на прилавках около двух недель. С перерывами, но поставки возобновляются, и в задержках обвиняют производителей из-за того, что они не успевают производить и тем самым задерживаются поставки.

## Прием
Nexus 10 получил смешанные и положительные отзывы.
1. Обозреватель TechCrunch Дрю Оланофф сказал, что Android лучше работает на планшете, чем iOS[15], и пришел к выводу, что «у Apple есть преимущество, но Google находится на пороге чего-то удивительного»[15].
2. Gadget Show назвал Nexus 10 лучшим большим планшетом на Android, который мы когда-либо видели. Один только экран ставит его впереди конкурентов, экран Google Nexus 10 феноменален. Он ничуть не менее потрясающий, чем дисплей Retina. на iPad третьего и четвертого поколения. Это действительно нужно увидеть, чтобы поверить: это похоже на печатную наклейку на стекле, и чтение доставляет удовольствие»[16].
3. Тим Стивенс из Engadget говорит, что «последний эталонный планшет Google обладает потрясающим разрешением, но в конечном итоге не может дистанцироваться от конкурентов»[17].
4. Эрик Франклин из CNET заявляет: «Nexus 10 имеет превосходный дизайн и производительность, а функции, доступные в Android 4.2, могут стоить одной только платы за вход»[18].
5. Джеймс Роджерсон из TechRadar написал: «В конечном счете, кроме цены, у фанатов Apple мало причин переходить с корабля на Nexus 10, равно как и Nexus 10 обеспечивает достаточную защиту, чтобы верные Android были довольны»[19].
6. Журнал Laptop Magazine, CNET и PCWorld оценили Nexus 10 в 4 звезды из 5, а TechRadar дал устройству 4,5 звезды из 5[20].
7. Журналы PC Magazine и Wired дали устройству оценку 3 из 5 и 8 из 10 соответственно[21].

Комментаторы отметили отсутствие слота для SD-карты для расширяемой памяти, отсутствие возможности подключения к сотовой сети, низкую цветовую контрастность и насыщенность, а также ограниченный выбор приложений Android, оптимизированных для планшетов, и высоко оценили высокое разрешение экрана Nexus 10, мощный, высокопроизводительный процессор и современный пользовательский интерфейс.